# Antigonídes
Le dème d'Antigonídes, en grec moderne : Δήμος Αντιγονιδών / Dímos Antigonidón, est un ancien dème du district régional d'Imathie en Macédoine-Centrale en Grèce.
Selon le recensement de 2011, la population du dème compte 4 435 habitants.
Le dème est fusionné, en 2010, dans celui d'Alexándria.